# Folketingswahl 1918
- Social.: 39 (+7)
- Rad. V.: 31 (±0)
- Sonst.: 1 (+1)
- Venstre: 46 (+3)
- Kons.: 22 (+14)
- Erhverv.: 1 (+1)

Die Folketingswahl 1918 war am 22. April war die 32. Wahl zum Folketing, der zweiten Kammer des dänischen Parlaments. Bei der Wahl, die am 18. März desselben Jahres ausgeschrieben wurde, durften erstmals auch Frauen teilnehmen. Weitere Bestandteile der Wahlrechtsreform waren die Senkung des Wahlalters von 30 auf 29 Jahre und die Einführung von Elementen einer Verhältniswahl über einen Mehrpersonenwahlkreis in der Hauptstadtregion und über landesweite Ausgleichsmandate, durch die der Folketing auf 140 Sitze wuchs. Die Radikale Venstre gewann zwar an Stimmenanteilen dazu, konnte jedoch keine neuen Mandate erringen. Gleichzeitig konnte Det Konservative Folkeparti (ehemals Højre) trotz Stimmenverluste ihre Mandatszahl deutlich verstärken.
Die Regierung Zahle II der Radikale Venstre wurde fortgeführt und weiterhin von den Sozialdemokraten toleriert. Im März 1920 wurde die Regierung im Streit um die Teilung Schleswigs durch den dänischen König Christian X. entlassen, was den Beginn der Osterkrise markierte. Während dieser Krise wurden zwei Interimsregierungen durch den König eingesetzt.

## Wahlmodus
Wahlberechtigt zur Folketingswahl waren alle dänischen Staatsbürger, die das 29. Lebensjahr vollendet hatten und einen Wohnsitz in Dänemark besaßen. Die Region Hovedstaden um Kopenhagen bildete einen einzelnen Wahlkreis, in dem 24 Mandate in einer reinen Verhältniswahl verteilt wurden. Das übrige Dänemark (einschließlich der Färöer) war in 93 Wahlkreise aufgeteilt, in denen durch Mehrheitswahlen jeweils ein Mandat besetzt wurde. Darüber hinaus wurden neun Ausgleichsmandate in der Region Øerne sowie elf Ausgleichsmandate in der Region Jylland verteilt, um der prozentualen Stimmverteilung insgesamt näher zu kommen. Weitere drei solcher Mandate wurden auf landesweiter Ebene vergeben, sodass die Größe des Folketing insgesamt auf 140 Sitze anstieg.

## Ergebnisse
Erhvervspartiet, Vælgerforeningen af 1918, die Socialistisk Arbejderparti und Det uafhængige Socialdemokrati traten ausschließlich über Listen in der Region Hovedstaden an. Im Wahlkreis um Skive gelang es dem Parteilosen Hans Nielsen, das Direktmandat zu erringen. Da die Folketingswahl 1915 in den meisten Wahlkreisen ohne Abstimmung vonstattenging, sind hier als Vergleichswert die prozentualen Veränderungen zur Folketingswahl 1913 angegeben.
| Partei                                                      | Stimmen   | Prozent   | ± % (1913) | Sitze     | ± Sitze (1915) |
| ----------------------------------------------------------- | --------- | --------- | ---------- | --------- | -------------- |
| Venstre Liberale Partei                                     | 271.879   | 29,5 %    | +0,4       | 46        | ▲ 3            |
| Socialdemokratiet Sozialdemokraten                          | 262.796   | 28,5 %    | −1,1       | 39        | ▲ 7            |
| Det Radikale Venstre Sozialliberale                         | 191.537   | 20,8 %    | +2,1       | 31        | ▬ 0            |
| Det Konservative Folkeparti Konservative                    | 167.865   | 18,2 %    | −4,4       | 22        | ▲14            |
| Erhvervspartiet Berufspartei                                | 011.934   | 01,3 %    | neu        | 01        | ▲ 1            |
| Ny Højre Neue Rechte                                        | 004.764   | 00,5 %    | neu        | 0         | –              |
| Vælgerforeningen af 1918 Wählerbündnis 1918                 | 004.407   | 00,5 %    | neu        | 0         | –              |
| Socialistisk Arbejderparti Sozialistische Arbeiterpartei    | 001.410   | 00,2 %    | neu        | 0         | –              |
| Det uafhængige Socialdemokrati Unabhängige Sozialdemokraten | 001.086   | 00,1 %    | neu        | 0         | –              |
| Parteilose                                                  | 003.622   | 00,4 %    | +0,4       | 01        | ▲ 1            |
|                                                             |           |           |            |           |                |
| Wahlberechtigte                                             | 1.226.598 | 1.226.598 | 1.226.598  | 1.226.598 | 1.226.598      |
| Abgegebene Stimmen                                          | 924.801   | 924.801   | 924.801    | 924.801   | 924.801        |
| Gültige Stimmen                                             | 921.300   | 921.300   | 921.300    | 921.300   | 921.300        |
| Wahlbeteiligung                                             | 75,4 %    | 75,4 %    | 75,4 %     | 75,4 %    | 75,4 %         |